# Liste der Botschafter der Vereinigten Staaten in Myanmar
Der Botschafter der Vereinigten Staaten von Amerika in Myanmar ist der Botschafter der Vereinigten Staaten von Amerika in Myanmar. Offiziell nutzen die Vereinigten Staaten noch den alten Staatsnamen Burma, um ihre Missbilligung des damaligen Militärregimes auszudrücken.

## Botschafter
| Amtszeit  | Name                          | Bemerkung                    |
| --------- | ----------------------------- | ---------------------------- |
| 1947–     | Earl LeNoir Packer            | Chargé d’Affaires ad interim |
| 1948–1949 | Jerome Klahr Huddle           |                              |
| 1950–1951 | David McKendree Key II        |                              |
| 1952–1954 | William Joseph Sebald         |                              |
| 1955–1957 | Joseph Charles Satterthwaite  |                              |
| 1957–1959 | Walter Patrick McConaughy Jr. |                              |
| 1959–1961 | William Pennell Snow          |                              |
| 1961–1963 | John Scott Everton            |                              |
| 1963–1968 | Henry Alfred Byroade          |                              |
| 1968–1971 | Arthur William Hummel Jr.     |                              |
| 1971–1973 | Edwin Webb Martin             |                              |
| 1974–1977 | David Lawrence Osborn         |                              |
| 1977–1979 | Maurice Darrow Bean           |                              |
| 1980–1983 | Patricia Mary Byrne           |                              |
| 1983–1986 | Daniel Anthony O’Donohue      |                              |
| 1987–1990 | Burton Levin                  |                              |
| 1990–1994 | Franklin Pierce Huddle Jr.    | Chargé d’Affaires ad interim |
| 1994–1996 | Marilyn Ann Meyers            | Chargé d’Affaires ad interim |
| 1996–1999 | Kent M. Wiedemann             | Chargé d’Affaires ad interim |
| 1999–2002 | Priscilla Ann Clapp           | Chargé d’Affaires            |
| 2002–2005 | Carmen Maria Martinez         | Chargé d’Affaires            |
| 2005–2008 | Shari Villarosa               | Chargé d’Affaires            |
| 2008–2011 | Larry Miles Dinger            | Chargé d’Affaires            |
| 2012–2016 | Derek J. Mitchell             |                              |
| 2016–2020 | Scot Alan Marciel             |                              |
| 2021–2022 | Thomas L. Vaida               |                              |
| 2022–     | Deb Lynn                      | Chargé d’Affaires ad interim |